# Bianorini
Bianorini è una tribù di ragni appartenente alla Sottofamiglia Pelleninae della Famiglia Salticidae dell'Ordine Araneae della Classe Arachnida.

## Distribuzione
I 6 generi oggi noti di questa tribù sono diffusi in Africa, Eurasia e Oceania.

## Tassonomia
A dicembre 2010, gli aracnologi riconoscono 6 generi appartenenti a questa tribù:
- Bianor Peckham & Peckham, 1886 — Africa, Eurasia, Oceania (23 specie)
- Cembalea Wesolowska, 1993 — Africa (3 specie)
- Microbianor Logunov, 2000 — Isole Seychelles (3 specie)
- Modunda Simon, 1901 — dall'Egitto all'India, Cina (2 specie)
- Neaetha Simon, 1884 — Africa, Europa, Arabia (12 specie)
- Sibianor Logunov, 2001 — Regione olartica, Kenya (13 specie)